# Onchidium tenerum
Onchidium tenerum is een slakkensoort uit de familie van de Onchidiidae. De wetenschappelijke naam van de soort is voor het eerst geldig gepubliceerd in 1869 door Stoliczka.